# Взрывы в Абхазии (2008)
Взрывы в Абхазии 2008 года — серия терактов на территории частично признанного государства Республика Абхазия в период с июня по июль 2008 года, в результате которых погибли 4 человека и ранены 18.

## Взрывы

### 18 июня
18 июня две бомбы, с интервалом в 5 минут, взорвались на железнодорожных путях в окрестностях абхазской столицы города Сухуми. От взрывов никто не пострадал, но участок железнодорожной дороги, где произошёл теракт, оказался повреждённым.

### 29 июня
29 июня две бомбы, также с интервалом в 5 минут, взорвались в центре Гагры, ранив 6 человек. Первый взрыв произошел недалеко от рынка Гагры, второй взрыв произошел возле супермаркета. Одна 38-летняя женщина получила осколочное ранение в глаз и была отправлена на лечение в одну из больниц Сочи (Россия).

### 30 июня
30 июня произошло два взрыва в центре Сухуми, от которых пострадали 6 человек. Оба взрыва произошли недалеко от рынка Сухуми. По словам сотрудников правоохранительных органов Абхазии, взрывные устройства не содержали объектов, генерирующих осколки, что говорит о том, что целью взрывов было запугивание населения. Четверо из шести пострадавших срочно доставлены в Сухумскую городскую клиническую больницу.

### 2 июля
2 июля автомобиль, миновавший пост МВД Грузии, приблизился к посту российских миротворцев. На расстоянии примерно 300 метров из машины был выброшен объект, который впоследствии взорвался. Затем машина развернулась и беспрепятственно проехала мимо поста грузинской полиции. В результате взрыва никто не пострадал.

### 6 июля
6 июля, в 22:58 по местному времени, в одном из кафе города Гали взорвалась бомба, в результате чего погибли четверо, шесть человек получили ранение. В числе погибших были исполняющий обязанности начальника Гальского отделения службы безопасности Абхазии, сотрудник пограничного управления Абхазии, переводчик Миссии ООН в Грузии в Гальском районе и один местный житель. Потерпевшие были распределены между больницами Гали и Сухуми.

## Последствия
В ответ на взрывы 29 и 30 июня Абхазия 1 июля закрыла границу с Грузией. Жители Гальского района, находившиеся в тот момент в Грузии, в течение трёх дней вернулись на родину.

## Реакция
- Республика Абхазия

Абхазское правительство обвинила Грузию в подготовке и осуществлении всех 7 терактов. Сухум назвал взрывы 18 июня террористическим актом против российских граждан, которые недавно начали ремонтировать участок Сухум−Очамчира на абхазской железной дороге в ущерб Грузии. Взрывы 29 и 30 июня также были названы террористическими актами, совершённые с целью подрыва репутации Абхазии в туристической сфере. Также Абхазия обвинила Грузию в государственном терроризме.
- Грузия

Грузинская сторона категорически отвергла обвинения Абхазии. Министр обороны Давид Кезерашвили заявил, что все обвинения являются «несерьёзными». Официальный Тбилиси заявил, что взрывы были результатом борьбы за власть между различными преступными группировками в Абхазии. Депутат парламента Грузии Ника Руруа заявил, что взрывы были направлены на «террор по отношению к местному населению» с целью усиления антигрузинских настроений в регионе.
- Россия

После взрыва 2 июля у поста российских миротворцев помощник командира миротворческих сил Александр Диордиев обвинил грузинскую сторону в том, что она планирует дестабилизировать обстановку вокруг грузино-абхазского конфликта.